# Pression de vapeur saturante de l'eau
La pression de vapeur saturante de l'eau est la pression à laquelle, pour une température donnée, la vapeur d'eau est en équilibre thermodynamique avec son liquide. Lorsque la pression partielle de la vapeur d'eau devient plus grande, celle-ci est supposée se condenser, et inversement.
La pression de vapeur saturante de l'eau augmente avec la température.

## Formules
Sauf indication contraire, les températures notées {\displaystyle T} sont exprimées en kelvins (K), les températures notées {\displaystyle \theta } en degrés Celsius (°C), les pressions {\displaystyle P} en pascals (Pa).

### Rankine
La formule de Rankine est obtenue par intégration de la formule de Clausius-Clapeyron, valable pour les gaz parfaits, en considérant l'enthalpie de vaporisation {\displaystyle \Delta _{\text{vap}}H} constante, :
{\displaystyle P_{\mathrm {sat} }=P_{0}\times \exp \!\left[{\Delta _{\text{vap}}H\times M \over R}\left({1 \over T_{0}}-{1 \over T}\right)\right]},
où {\displaystyle M} = 18,01 × 10−3 kg mol−1 est la masse molaire de l'eau, {\displaystyle R} = 8,314 462 618 153 24 J mol−1 K−1 est la constante universelle des gaz parfaits, {\displaystyle T} est la température considérée (K). Les bornes d'intégration {\displaystyle P_{0}} et {\displaystyle T_{0}} sont choisies pour un point d'ébullition connu. À pression atmosphérique normale {\displaystyle P_{0}} = 1 atm = 1 013,25 hPa, {\displaystyle T_{0}} = 100 °C = 373,15 K ; de plus en choisissant {\displaystyle \Delta _{\text{vap}}H} = 2,365 × 106 J kg−1, on obtient la formule de Rankine,, qui peut être considérée comme une simplification de la formule de Dupré :
{\displaystyle P=P_{0}\times \exp \left(13{,}7-{\frac {5\,120}{T}}\right)}.

### Antoine
Il s'agit d'une amélioration de la formule de Rankine pour s'approcher davantage de données expérimentales :
{\displaystyle \log _{10}P_{\text{sat}}=A-{\frac {B}{C+T}}},
{\displaystyle T} en kelvins, {\displaystyle P_{\text{sat}}} en bars.
| Coefficient {\displaystyle A} | Coefficient {\displaystyle B} | Coefficient {\displaystyle C} | Température (K) | Référence |
| ----------------------------- | ----------------------------- | ----------------------------- | --------------- | --------- |
| 4,65430                       | 1 435,264                     | −64,848                       | 255,9 - 373     | [ 7 ]     |
| 5,40221                       | 1 838,675                     | −31,737                       | 273 - 303       | [ 8 ]     |
| 5,20389                       | 1 733,926                     | −39,485                       | 304 - 333       | [ 8 ]     |
| 5,07680                       | 1 659,793                     | −45,854                       | 334 - 363       | [ 8 ]     |
| 5,08354                       | 1 663,125                     | −45,662                       | 344 - 373       | [ 8 ]     |
| 3,55959                       | 643,748                       | −198,043                      | 379 - 573       | [ 9 ]     |

### ISO 13788
Une relation simple est proposée dans la norme NF EN ISO 13788:2012 :
{\displaystyle P_{\text{sat}}={\begin{cases}610{,}5\,\exp \!\left({17{,}269\,\theta  \over 237{,}3+\theta }\right),&{\text{si}}\,\theta \geqslant 0\,{}^{\circ }{\mathsf {C}}\\610{,}5\,\exp \!\left({21{,}875\,\theta  \over 265{,}5+\theta }\right),&{\text{si}}\,\theta <0\,{}^{\circ }{\mathsf {C}}\end{cases}}}.
Avec {\displaystyle \theta } la température en degrés celsius.

### Sonntag; NF X15-110
Plusieurs formules sont proposées par A. Wexler et corrigées par D. Sonntag,, selon qu'il s'agisse de vapeur au contact de l'eau ou de la glace. Elles sont citées dans la norme NF X15-110. Des facteurs d'augmentation sont proposés afin de connaitre la pression de vapeur saturante {\displaystyle P'_{\text{sat}}} pour l'air humide.
Pression de vapeur saturante en phase pure au-dessus d'une surface d'eau :
{\displaystyle \ln P_{w{\text{ sat}}}=-6\,096{,}938\,5\ T^{-1}+21{,}240\,964\,2-2{,}711193.10^{-2}\ T+1{,}673\,952.10^{-5}\ T^{2}+2{,}433\,502\ \ln T},
pour {\displaystyle 173{,}15\ {\mathsf {K}}\leqslant T\leqslant 373{,}15\ {\mathsf {K}}}
Pression de vapeur saturante en phase pure au-dessus d'une surface de glace :
{\displaystyle \ln P_{i\ \mathrm {sat} }=-6\,024{,}528\,2\ T^{-1}+29{,}327\,07+1{,}061\,3868.10^{-2}\ T-1{,}319\,882\,5.10^{-5}\ T^{2}-0{,}493\,825\,77\ \ln T},
pour {\displaystyle 173{,}15\ {\mathsf {K}}\leqslant T\leqslant 273{,}16\ {\mathsf {K}}}.
Facteurs d'augmentation :
{\displaystyle f_{w}={\frac {P'_{w{\text{ sat}}}}{P_{w{\text{ sat}}}}}=1+{\frac {10^{-6}\,P_{w{\text{ sat}}}(\theta )}{273+\theta }}\left[\left(38+173\,e^{\theta /43}\right)\left(1-{\frac {P_{w{\text{ sat}}}(\theta )}{P}}\right)+\left(6{,}39+4{,}28\,e^{-\theta /107}\right)\left({\frac {P}{P_{w{\text{ sat}}}(\theta )}}-1\right)\right]},
{\displaystyle f_{i}={\frac {P'_{i\ \mathrm {sat} }}{P_{i\ \mathrm {sat} }}}=1+{\frac {10^{-7}\,P_{i\ \mathrm {sat} }(\theta )}{273+\theta }}\left[\left(2100-65\,\theta \right)\left(1-{\frac {P_{i\ \mathrm {sat} }(\theta )}{P}}\right)+\left(109-0{,}35\,\theta +{\frac {\theta ^{2}}{338}}\right)\left({\frac {P}{P_{i\ \mathrm {sat} }(\theta )}}-1\right)\right]}.
Si le facteur d'augmentation a peu d'importance dans les conditions de pression et de température ordinaires, il doit être pris en compte pour de fortes pressions. Il permet de tenir compte de l'effet des gaz dissouts dans le condensat ou encore l'effet des forces intermoléculaires sur les propriétés des fluides.

### Hardy
Plusieurs formules sont proposées par Bob Hardy. Comme précédemment elles prévoient l'équilibre eau-vapeur et glace-vapeur ainsi que les facteurs d'augmentation utiles pour évaluer les pressions de vapeur saturante {\displaystyle P'_{\text{sat}}} dans le cas de l'air humide.
Pression de vapeur saturante en phase pure au-dessus d'une surface d'eau :
{\displaystyle {\begin{alignedat}{2}\ln P_{\mathrm {sat} }=&-2{,}836\,574\,4.10^{3}\ T^{-2}-6{,}028\,076\,559.10^{3}\ T^{-1}+1{,}954\,263\,612.10^{1}\\&-2{,}737\,830\,188.10^{-2}\ T+1{,}626\,169\,8.10^{-5}\ T^{2}+7{,}022\,905\,6.10^{-10}\ T^{3}\\&-1{,}868\,000\,9.10^{-13}\ T^{4}+2{,}715\,030\,5\ \ln T\\\end{alignedat}}}
pour {\displaystyle 173{,}15\ {\mathsf {K}}\leqslant T\leqslant 373{,}15\ {\mathsf {K}}}.
Pression de vapeur saturante en phase pure au-dessus d'une surface de glace :
{\displaystyle {\begin{alignedat}{2}\ln P_{\mathrm {sat} }=&-5{,}866\,642\,6.10^{3}\ T^{-1}+2{,}232\,870\,244.10^{1}+1{,}393\,870\,03.10^{-2}\ T\\&-3{,}426\,240\,2.10^{-5}\ T^{2}+2{,}704\,095\,5.10^{-8}\ T^{3}+6{,}706\,352\,2.10^{-1}\ \ln T\\\end{alignedat}}}
pour {\displaystyle 173{,}15\ {\mathsf {K}}\leqslant T\leqslant 273{,}16\ {\mathsf {K}}}.
Facteurs d'augmentation en présence d'autres gaz :
{\displaystyle f={\frac {P'_{\text{sat}}}{P_{\text{sat}}}}=\exp \left[\alpha \left(1-{\frac {P_{\text{sat}}(T)}{P}}\right)+\beta \left({\frac {P}{P_{\text{sat}}(T)}}-1\right)\right]}
avec {\displaystyle \alpha =\sum _{i=0}^{3}A_{i}\,\theta ^{i}} et {\displaystyle \ln \beta =\sum _{i=0}^{3}B_{i}\,\theta ^{i}}, {\displaystyle \theta } étant la température en degrés celsius.
|                       | Eau {\displaystyle -50\,{}^{\circ }{\mathsf {C}}\leqslant \theta \leqslant 0\,{}^{\circ }{\mathsf {C}}} | Eau {\displaystyle 0\,{}^{\circ }{\mathsf {C}}\leqslant \theta \leqslant 100\,{}^{\circ }{\mathsf {C}}} | Glace {\displaystyle -100\,{}^{\circ }{\mathsf {C}}\leqslant \theta \leqslant 0\,{}^{\circ }{\mathsf {C}}} |
| --------------------- | --- | --- | --- |
| {\displaystyle A_{0}} | 3,621 83.10-4                                                                                           | 3,53624.10-4                                                                                            | 3.64449.10-4                                                                                               |
| {\displaystyle A_{1}} | 2,606 124 4.10-5                                                                                        | 2,9328363.10-5                                                                                          | 2.9367585.10-5                                                                                             |
| {\displaystyle A_{2}} | 3,866 777 0.10-7                                                                                        | 2,6168979.10-7                                                                                          | 4.8874766.10-7                                                                                             |
| {\displaystyle A_{3}} | 3,826 895 8.10-9                                                                                        | 8,5813609.10-9                                                                                          | 4.3669918.10-9                                                                                             |
| {\displaystyle B_{0}} | -1,076 04.101                                                                                           | -1,07588.101                                                                                            | -1.07271.101                                                                                               |
| {\displaystyle B_{1}} | 6,398 744 1.10-2                                                                                        | 6,3268134.10-2                                                                                          | 7.6215115.10-2                                                                                             |
| {\displaystyle B_{2}} | -2,635 156 6.10-4                                                                                       | -2,5368934.10-4                                                                                         | -1.7490155.10-4                                                                                            |
| {\displaystyle B_{3}} | 1,672 508 4.10-6                                                                                        | 6,3405286.10-7                                                                                          | 2.4668279.10-6                                                                                             |

### Wagner et Pruß; IAPWS formulation 1995
La formulation de W. Wagner et A. Pruß est retenue par l'Association internationale pour les propriétés de l'eau et de la vapeur (en) (IAPWS) :
{\displaystyle \ln \left({\frac {P_{\mathrm {sat} }}{22{,}064.10^{6}}}\right)={\frac {647,096}{T}}\left(-7{,}859\,517\,83\,v+1{,}844\,082\,59\,v^{1,5}-11{,}786\,649\,7\,v^{3}+22{,}680\,741\,1\,v^{3{,}5}-15{,}961\,871\,9\,v^{4}+1{,}801\,225\,02\,v^{7{,}5}\right)}
avec {\displaystyle v=1-{\frac {T}{647{,}096}}} et pour {\displaystyle 273{,}16\ {\mathsf {K}}\leqslant T\leqslant 647{,}096\ {\mathsf {K}}}.

## Tables
Le tableau suivant rassemble, pour différentes formulations, la pression de vapeur saturante en phase pure {\displaystyle P_{\text{sat}}} au contact de l'eau, et la pression de vapeur saturante de l'air humide {\displaystyle P'_{\text{sat}}}.
| T(K)   | θ(°C) | Psat (Pa)  | Psat (Pa)   | Psat (Pa)               | Psat (Pa)   | Psat (Pa)   | Psat (Pa)            | P'sat (Pa)  | P'sat (Pa)  |
| T(K)   | θ(°C) | Rankine    | Antoine     | Sonntag NF EN ISO 13788 | NF X15-110  | Hardy       | Wagner et Pruß IAPWS | NF X15-110  | Hardy       |
| ------ | ----- | ---------- | ----------- | ----------------------- | ----------- | ----------- | -------------------- | ----------- | ----------- |
| 273,15 | 0     | 653,312    | 610,809     | 610,500                 | 611,213     | 611,213     | 611,213              | 613,906     | 613,574     |
| 283,15 | 10    | 1 266,543  | 1 227,002   | 1 227,310               | 1 228,133   | 1 228,139   | 1 228,112            | 1 233,526   | 1 232,884   |
| 293,15 | 20    | 2 346,954  | 2 336,727   | 2 336,951               | 2 339,249   | 2 339,262   | 2 339,194            | 2 349,783   | 2 348,600   |
| 303,15 | 30    | 4 175,571  | 4 243,806   | 4 240,505               | 4 247,029   | 4 247,046   | 4 246,920            | 4 267,206   | 4 265,156   |
| 313,15 | 40    | 7 160,558  | 7 378,132   | 7 370,928               | 7 385,296   | 7 385,299   | 7 385,110            | 7 423,157   | 7 419,875   |
| 323,15 | 50    | 11 876,297 | 12 339,754  | 12 328,554              | 12 352,743  | 12 352,690  | 12 352,479           | 12 421,821  | 12 417,018  |
| 333,15 | 60    | 19 108,385 | 19 927,585  | 19 919,308              | 19 947,664  | 19 947,476  | 19 947,383           | 20 068,340  | 20 061,902  |
| 343,15 | 70    | 29 903,969 | 31 177,088  | 31 194,319              | 31 202,327  | 31 201,894  | 31 202,199           | 31 398,686  | 31 390,516  |
| 353,15 | 80    | 45 626,617 | 47 371,365  | 47 489,554              | 47 415,543  | 47 414,751  | 47 415,784           | 47 696,546  | 47 686,137  |
| 363,15 | 90    | 68 014,618 | 70 104,267  | 70 464,025              | 70 182,213  | 70 181,042  | 70 182,678           | 70 479,428  | 70 467,036  |
| 373,15 | 100   | 99 241,488 | 101 291,009 | 102 135,228             | 101 419,042 | 101 417,770 | 101 417,994          | 101 417,859 | 101 416,668 |

## Graphes donnant la pression de vapeur saturante de l'eau en fonction de la température

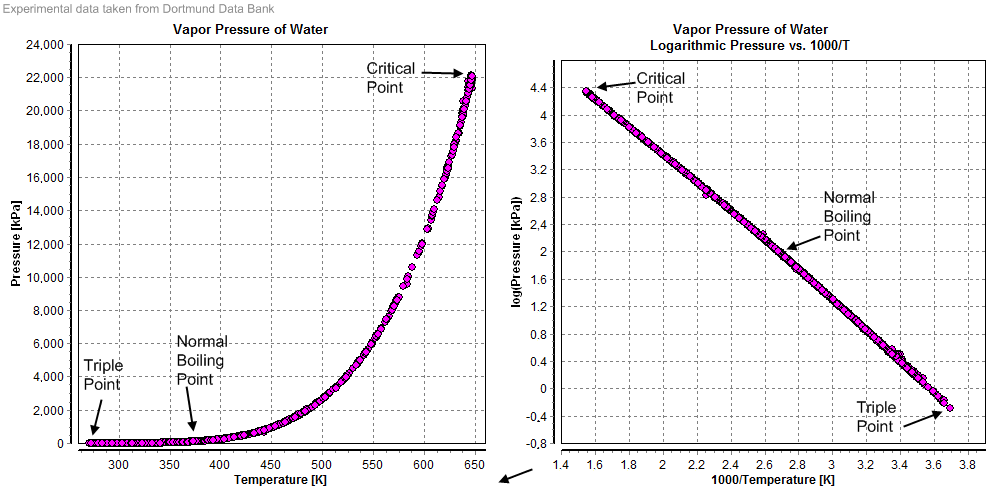
Diagrammes de pression de vapeur saturante ; données extraites de la :de:Dortmunden Datenbank. Les graphes montrent le point triple, le point critique et la température d'ébullition de l'eau.